# Карловац
Карловац (на хърватски: Karlovac) е град в Хърватия, административен център на Карловашката жупания. Карловац е с население от 55 705 жители (2011 г.) и обща площ от 401 км². Намира се на 112 метра надморска височина на 56 км югозападно от Загреб.

## Побратимени градове
- Алесандрия, Италия от 1963 г.
- Канзас Сити, САЩ
- Крагуевац, Сърбия